# Kundalwadi
Kundalwadi es una ciudad y  municipio situada en el distrito de Nanded en el estado de Maharashtra (India). Su población es de 14760 habitantes (2011). 

## Demografía
Según el censo de 2011 la población de Kundalwadi era de 14760 habitantes, de los cuales 7413 eran hombres y 7347 eran mujeres. Kundalwadi tiene una tasa media de alfabetización del 65,51%, inferior a la media estatal del 82,34%: la alfabetización masculina es del 75,67%, y la alfabetización femenina del 55,34 %.